# Roberto Gomes Guimarães
Roberto Gomes Guimarães (* 3. Januar 1936 in Campos dos Goytacazes; † 29. Mai 2025 ebenda) war ein brasilianischer römisch-katholischer Geistlicher und Bischof von Campos.

## Leben
Roberto Gomes Guimarães empfing am 8. Dezember 1961 die Priesterweihe für das Bistum Campos.
Papst Johannes Paul II. ernannte ihn am 22. November 1995 zum Bischof von Campos. Der Erzbischof von Niterói, Carlos Alberto Etchandy Gimeno Navarro, spendete ihm am 7. Januar des nächsten Jahres die Bischofsweihe; Mitkonsekratoren waren João Corso SDB, emeritierter Bischof von Campos, und Hélio Gonçalves Heleno, Bischof von Caratinga.
Am 8. Juni 2011 nahm Papst Benedikt XVI. sein altersbedingtes Rücktrittsgesuch an.
Im Mai 2025 starb er im Alter von 89 Jahren.